# SMS Prinz Eugen (1862)
Pour les autres navires du même nom, voir SMS Prinz Eugen.
Le SMS Prinz Eugen, premier du nom de Eugène de Savoie-Carignan, était une frégate blindée construit pour la marine austro-hongroise dans les années 1860, deuxième unité de la classe Kaiser Max.

## Historique
Sa quille a été posée en octobre 1861 au chantier naval Stabilimento Tecnico Triestino ; Prinz Eugen a été lancé en juin 1862 et a été achevé en 1863. Il transportait sa batterie principale - composée de seize canons de 48 livres et de quinze canons de 24 livres - dans un arrangement traditionnel en bordée, protégé par une ceinture blindée de 110 mm (4,3 po).
Prinz Eugen a participé à la bataille de Lissa en juillet 1866. Il a engagé la flotte cuirassée italienne; il n'a infligé aucun dommage sérieux, bien qu'il soit sorti de la bataille tout aussi indemne. Après la guerre, le Prinz Eugen est légèrement modernisé en 1867 pour corriger sa mauvaise tenue en mer et améliorer son armement, mais il est néanmoins rapidement dépassé par les développements navals des années 1860 et 1870. Obsolescent en 1873, Prinz Eugen a été officiellement "reconstruit", bien qu'en réalité il ait subi une démolition navale pour la ferraille, seules sa plaque de blindage, des pièces de ses machines et d'autres pièces diverses étant réutilisées dans le nouveau Prinz Eugen à batterie centrale de la nouvelle classe Ersatz Kaiser Max.

## Conception
Prinz Eugen mesurait 70,78 m (232 pieds 3 pouces) de longueur entre perpendiculaires ; il avait un maître-bau de 10 m (32 pi 10 po) et un tirant d'eau moyen de 6,32 m (20 pi 9 po). Il a déplacé 3 588 tonnes. Il avait un équipage de 386 personnes. Son système de propulsion se composait d'une machine à vapeur à expansion unique qui entraînait une hélice unique. Le nombre et le type de ses chaudières à charbon n'est pas connu. Son moteur a produit une vitesse de pointe de 11,4 nœuds (21,1 km h) à partir de 1926 chevaux (1436 kW). Il pouvait parcourir environ 1200 milles marins(2200 km) à une vitesse de 10 nœuds (19 km/h).
Don Juan d'Austria était un navire cuirassé, et il était armé d'une batterie principale de seize canons à chargement par la bouche de 48 livres et de quinze canons à chargement par la bouche rayés de 24 livres de 150 mm (5,9 po). Il portait également un seul canon de 12 livres et un de six livres. La coque du navire était gainée d'une armure en fer forgé de 110 mm (4 po) d'épaisseur.